# アメリカ合衆国造幣局
アメリカ合衆国造幣局（アメリカがっしゅうこくぞうへいきょく、英：United States Mint）は、アメリカ合衆国の造幣局。同国において、通商貿易のために硬貨の製造を行い、その流通に責任を負う機関である。本部は、ペンシルベニア州フィラデルフィアのフィラデルフィア造幣局に置かれている。造幣局では紙幣の製造は行わず、それは製版印刷局で行われる。

## 歴史
設立は1792年4月2日であり、硬貨法が議会を通過したことにより、国務省の内部組織として誕生した。造幣局の本部であるフィラデルフィア造幣局の建物は、アメリカ合衆国憲法の下において最初に建設された建物でもあった。造幣局の初代局長には天文学者のデイヴィッド・リッテンハウスが指名された。
造幣局は1799年に独立機関となり、その後1873年の硬貨法により財務省の下部組織となった。
造幣局の設立により、合衆国は10進法の貨幣制度を採用した。それ以前は8進法のスペインドル銀貨が標準的に使用されており、その中に10進法に基づくイギリスのポンド、シリング、ペニーが混じって使用されていた。1784年、トーマス・ジェファーソンは大陸会議の最高財務責任者ロバート・モリスと貨幣制度について議論をした。そしてベンジャミン・フランクリン、アレクサンダー・ハミルトンらの強い後押しにより10進法の貨幣制度導入が提起され、翌1785年の議会により合衆国の貨幣単位は1ドルであり、ドルは10進法に基づいて分割されるという決議が行われた。翌1786年には、1ドルの100分の1がセントと名づけられた。

## フィラデルフィア造幣局
フィラデルフィア造幣局の建物は、1792年に建てられた。実際に硬貨の製造業務が開始されたのは翌1793年であった。現在のフィラデルフィア造幣局の建物は4代目である。
フィラデルフィアで製造された硬貨には、一部の例外を除き、1980年まで製造地を示す標章が付けられていなかった。実際に製造地を示す標章が付けられ始めたのは1980年になってからのことであり、フィラデルフィア (Philadelphia) を表すアルファベットの "P" という文字が付けられた。
詳細は、フィラデルフィア造幣局を参照のこと。

### 支局

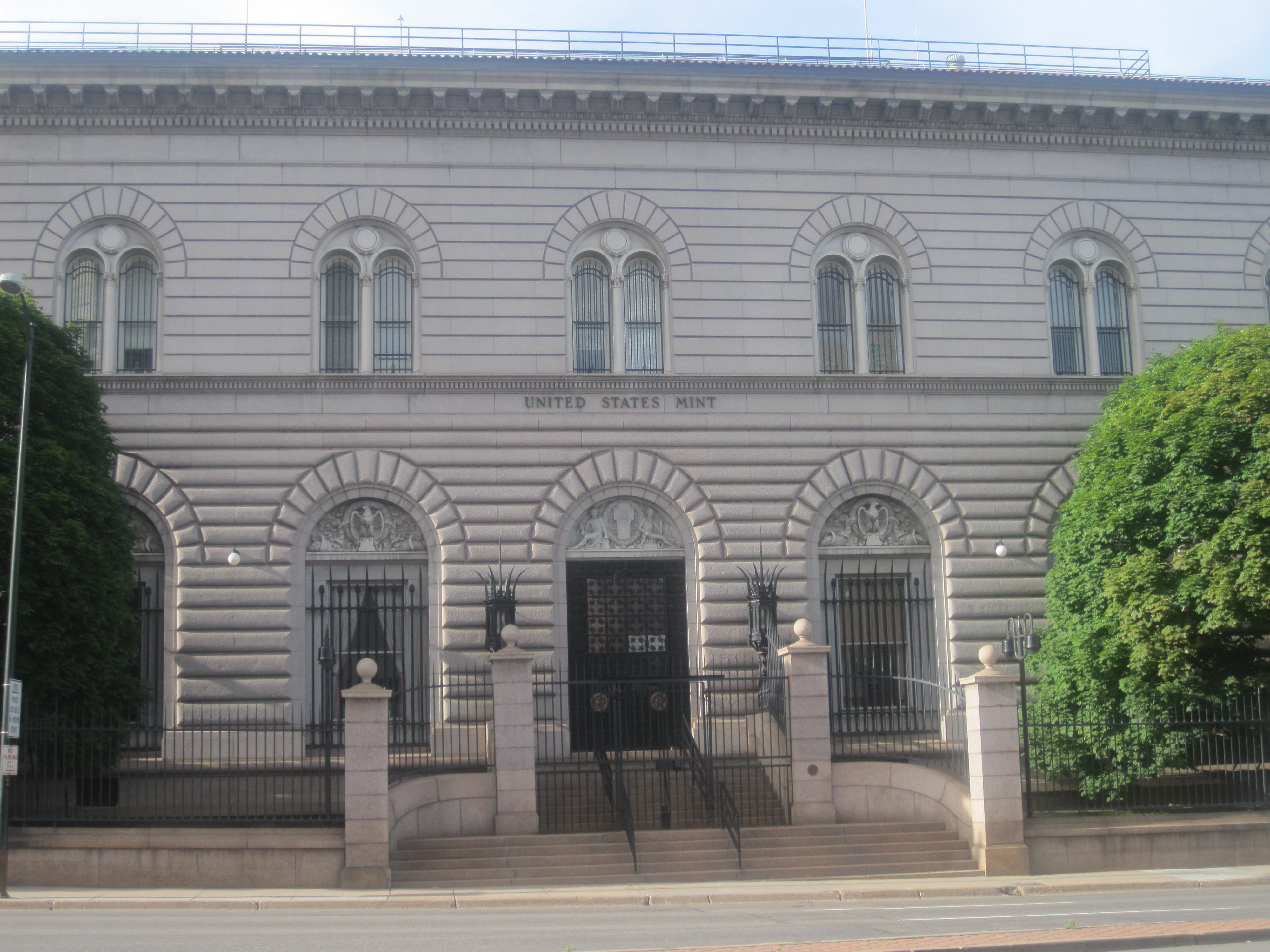
デンバー造幣局

フィラデルフィア造幣局が1792年に業務を開始して以来、造幣局は合衆国の各地にはいくつもの支局を展開した。1835年から1838年にかけてノースカロライナ州シャーロット、ジョージア州ダロネガ、ルイジアナ州ニューオーリンズに相次いで支局が開業すると、造幣局は硬貨の製造地を識別するための標章を導入する必要性が生じた。シャーロット造幣局ではアルファベットの "C" が、ダロネガ造幣局ではアルファベットの "D" がそれぞれ標章として採用され、地元で採鉱された金を材料として金貨の製造を専門に行った。シャーロット造幣局およびダロネガ造幣局は南北戦争期の1861年に金貨の生産を終了し、閉鎖された。ニューオーリンズ造幣局ではアルファベットの "O" が標章として使用され、11種類の金貨・銀貨が製造された（3セント銀貨、5セント銀貨、10セント銀貨、25セント銀貨、50セント銀貨、1ドル金貨、2.5ドル金貨、5ドル金貨、10ドル金貨、20ドル金貨）。ニューオーリンズ造幣局は南北戦争期の1861年に業務を停止したが、戦後復興期末期の1879年に再開され、その後1909年まで業務を続けた。
1870年にはネバダ州カーソンシティに支局が開業し、1893年まで稼動した。カーソンシティ造幣局では地元の巨大な鉱脈から採取された銀を材料とする銀貨が製造され、アルファベットの "CC" が標章として使用された。
1920年、合衆国の植民地であったフィリピンのマニラに、合衆国造幣局の支局が設置された。マニラ造幣局は合衆国本土の外に置かれた唯一の支局であり、1920年から1922年まで、また1925年から1941年まで稼動した。マニラ造幣局からは植民地内で使用される1、5、10、20、50センタボ硬貨が製造され、また標章にはアルファベットの "M" が使用された。